# Византийская Сардиния
Византийская эпоха в истории Сардинии традиционно начинается с завоевания острова Юстинианом I в 534 году в ходе Вандальской войны.

## Управление

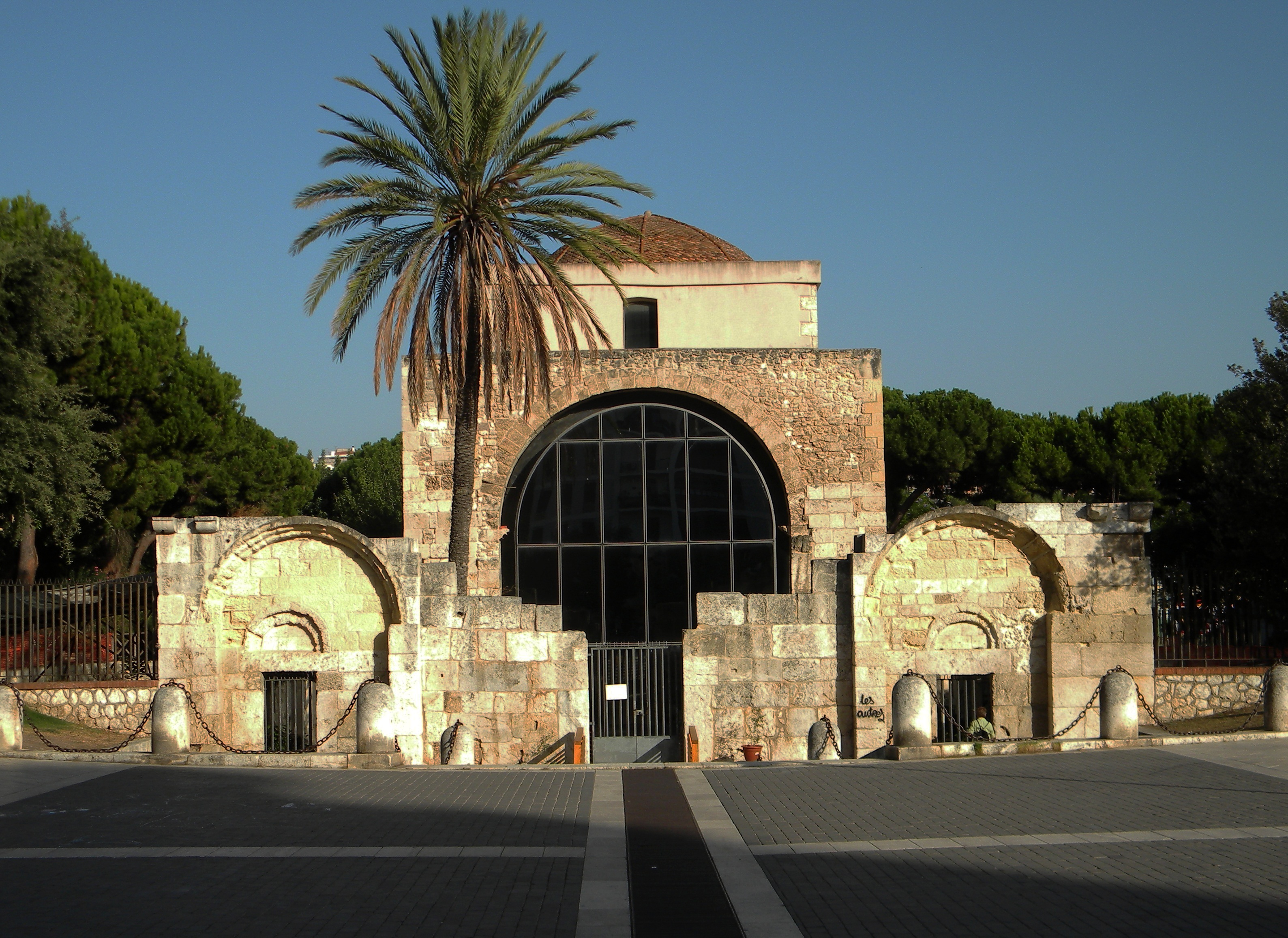
Базилика Сан-Сатурнино (Кальяри).

После византийской реконкисты Сардиния стала частью преторианской префектуры Африки. Провинция Сардиния управлялась praeses provinciae, также известной как iudex provinciae, базирующейся в Кальяри. Дукс отвечал за военные вопросы и базировался в Форум Траяни, который со времён Римской империи был укреплённым бастионом против жителей Барбаджи. Эти две должности были объединены в 7 веке. Чтобы обеспечить контроль над путями, которые пересекали Тирренское море, на острове также находилась эскадра византийского флота.

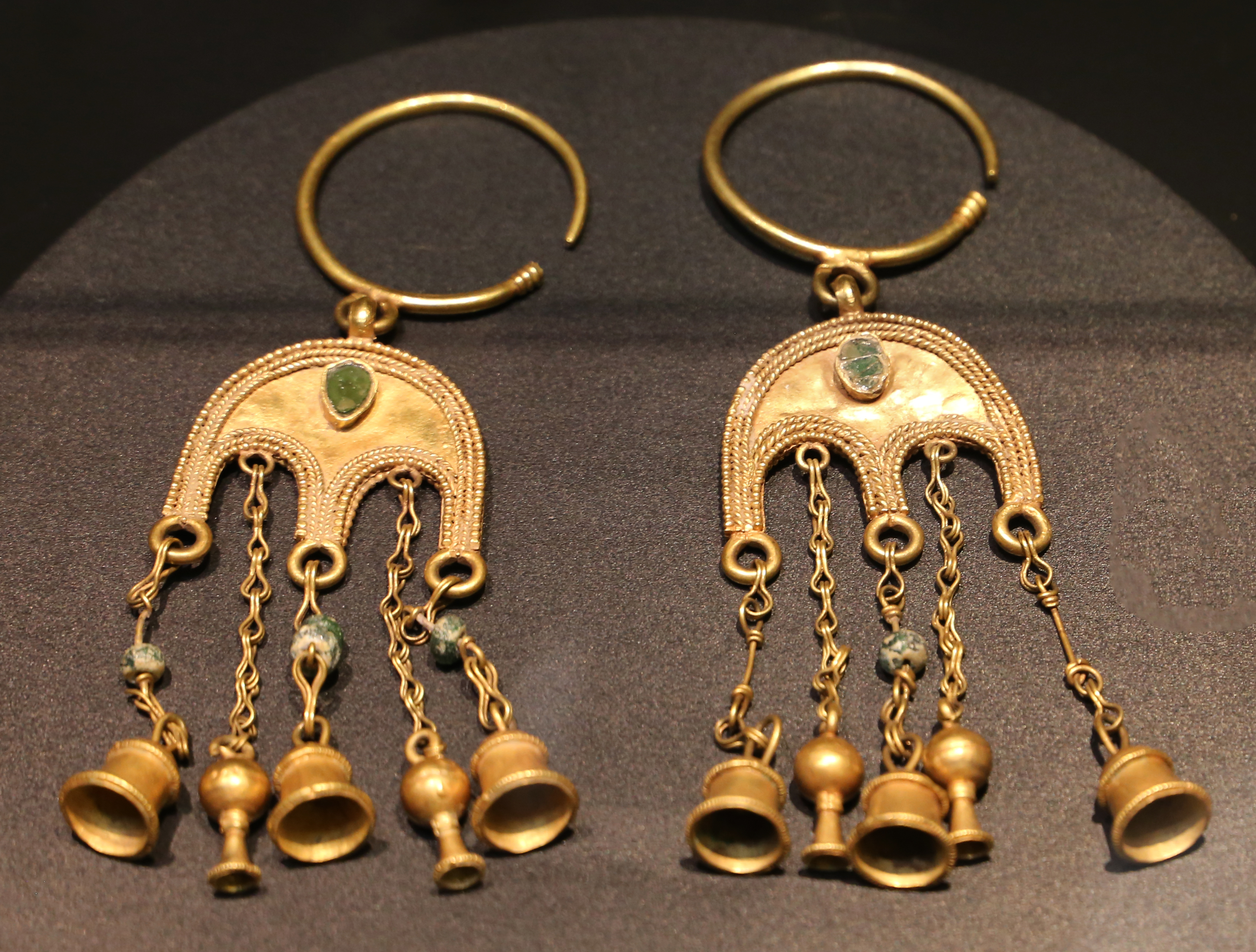
Золотые серьги (VI—VII вв.).

Подразделения византийской полевой армии комитаты базировались в Форум Траяни. Вдоль границы с регионом Барбаджа располагались крепости, такие как Аустис, Самугео, Нурагус и Армунгия. Здесь располагались гарнизоны лимитанов из воинов разного происхождения (германские народы, балканские народы, лангобарды и авары). Некоторые из солдат гарнизона острова были кабаллариями (всадниками) и получили в качестве компенсации за свои военные услуги земельные участки для ведения сельского хозяйства..
В сельской местности по-прежнему оставались большие поместья, а также меньшие поместья и общие земли. Сельское население состояло как из свободных людей (собственников), так и из рабов, преимущественно проживающих в деревнях (Vicus). Они обрабатывали частные и общинные земли мотыгами и плугами, пасли скот и ловили рыбу. Были возделаны обширные виноградники, но, похоже, садов было мало.

### Конец византийского периода
Первоначально Сардиния была образована как дукат в составе Африканского экзархата. После его падения в VII в. из-за арабского завоевания Карфагена, дукат находился в прямой зависимости от Константинополя.
Затем он стал архонтом — регионом с характеристиками фемы, но меньшего размера и менее богатым. Правители острова первоначально имели ранг ипата, а затем протоспафария, а затем в середине IX в. получили титул патрикия. В это время отношения с Византией если и не прервались полностью, то, однако, стали прерывистыми. Из-за нападений сарацин в IX в. Tаррос после 1,8 тыс. лет заселения был оставлен ради Ористано, Каралис — в пользу Санта-Игии. Та же участь постигла и многие другие прибрежные центры (Нора, Сульки, Вифия, Корнус, Боза и Ольвия среди прочих). Однако контакты между Сардинией и Византийской империей не прекратились, о чём свидетельствует упоминание сардинской имперской гвардии в произведении Константина VII De Caereimoniis (956—959 гг. н. э.).
Сардинский архонт имел как военные, так и гражданские функции. В период прямого византийского правления они были делегированы двум разным офицерам — дуксу и президу. Должность архонта стала прерогативой определённой семьи, передававшей титул по наследству от отца к сыну. В начале XI в. островом управлял единый архонт. Эта ситуация изменилась в последующие десятилетия. Первым недвусмысленным свидетельством существования четырёх отдельных владений на Сардинии является письмо, отправленное 14 октября 1073 г. папой Григорием VII (1073—1085) Орзокко из Кальяри, Орзокко из Арбореи, Мариано из Торреса и Константино из Галлуры.
В раннюю эпоху юдикатов судья Кальяри был прямым потомком бывшего архонта Сардинии, что помогло выжить многим византийским институтам, в том числе византийскому греческому языку. К концу века он был вытеснен средневековой латынью и сардинским языком.

## Религия
Сардинская церковь следовала восточному обряду, в котором крещение и конфирмация совершались вместе. Крещение совершалось погружением в цистерны, где вода доходила оглашенным до колен. Подобные резервуары для крещения находятся в Тарросе, Долианове, Нурачи, Корнусе и Фордонгианусе. Наряду со светским духовенством действовали базилианские монахи, которые распространяли христианство в Барбаджи.
В византийский период было возведено несколько крестово-купольных церквей с четырьмя рукавами вокруг куполообразной крыши на их стыке.

### Английская
- Consentino, Salvatore. «Byzantine Sardinia between West and East». Millennium: Jahrbuch zu Kultur und Geschichte des ersten Jahrtausends n. Chr. 1 (2004): 329-67.
- Contu, Giuseppe. «Sardinia in Arabic Sources». AnnalSS 3 (2003): 287-97.
- Dyson, Stephen L., and Rowland, Robert J. Archaeology and History in Sardinia from the Stone Age to the Middle Ages: Shepherds, Sailors, and Conquerors. Philadelphia: University of Pennsyolvania Museum of Archaeology and Anthropology, 2007.
- Galoppini, Laura. «Overview of Sardinia History (500—1500)», pp. 85–114. In Michalle Hobart (ed.), A Companion to Sardinian History, 500—1500. Leiden: Brill, 2017.
- Kaegi, Walter Emil. «Gightis and Olbia in the Pseudo-Methodius Apocalypse and Their Significance». Byzantinische Forschungen 26 (2000): 161-67.
- Kaegi, Walter Emil. «Byzantine Sardinia and Africa Face the Muslims: Seventh-Century Evidence». Bizantinistica 3 (2001): 1-25.
- Kaegi, Walter Emil. «Byzantine Sardinia Threatened: Its Changing Situation in the Seventh Century», pp. 43–56. In Paola Corrias (ed.), Forme e Caratteri della presenza bizantina: la Sardegna (secoli VI—XI). Condaghes, 2012.
- Rowland, Robert J. The Periphery in the Center: Sardinia in the Ancient and Medieval Worlds. Oxford: Archaeopress, 2001.

### Итальянская
- Paola Corrias (ed.), Forme e Caratteri della presenza bizantina: la Sardegna (secoli VI—XI), Condaghes, 2012.
- Giorgio Ravegnani, I Bizantini in Italia, Bologna, il Mulino, 2004.
- Storia della marineria bizantina, a cura di Antonio Carile, Salvatore Cosentino, Editrice Lo Scarabeo, Bologna, 2004, ISBN 88-8478-064-0
- Pier Giorgio Spanu, La Sardegna bizantina tra VI e VII secolo, S’Alvure, Oristano, 1998.
- Letizia Pani Ermini, La Sardegna nel periodo vandalico, in AA. VV. Storia dei Sardi e della Sardegna, a cura di Massimo Guidetti, vol. I Dalle origini alla fine dell’età bizantina, Jaca Book, Milano, 1987, pagg. 297—327
- André Guillou, La lunga età bizantina: politica ed economia e La diffusione della cultura bizantina, in AA. VV. Storia dei Sardi e della Sardegna cit., pag. 329—423
- Giuseppe Meloni, Il Condaghe di San Gavino: un documento unico sulla nascita dei giudicati, Cagliari, CUEC, 2005. ISBN 8884672805.
- Giulio Paulis, Lingua e cultura nella Sardegna Bizantina, Sassari, 1983;
- Alberto Boscolo, La Sardegna bizantina e alto-giudicale, Sassari, Chiarella 1978;
- Victor Leontovitsch, Elementi di collegamento fra le istituzioni di diritto pubblico della Sardegna medioevale ed il diritto pubblico dell’Impero bizantino, in «Medioevo. Saggi e rassegne», 3, Cagliari, 1977, pagg. 9-26
- Piras P.G., Aspetti della Sardegna bizantina, Cagliari, 1966.